# Bandeira do Chade
A bandeira nacional do Chade (em francês: Drapeau du Tchad) é uma bandeira tricolor vertical de índigo, amarelo e vermelho.  Foi adoptado em 6 de novembro de 1959, quase um ano após a fundação da República Autónoma do Chade.  Desde a década de 1990, sua semelhança com a bandeira da Roménia tem causado discussão internacional.

## Cores
| (1959–presente) | Índigo  | Amarelo   | Vermelho  |
| --------------- | ------- | --------- | --------- |
| RGB             | 0-32-91 | 252-205-0 | 200-16-46 |
| Hexadecimal     | #00205B | #FFCD00   | #C8102E   |

## Descrição
A bandeira do Chade é uma bandeira tricolor vertical composta (da esquerda para a direita) por uma coluna índigo, uma amarela e uma vermelha . As cores da bandeira chadiana deveriam ser uma combinação das cores azul, branco e vermelho, como visto na bandeira da França, com as cores pan-africanas de verde, amarelo e vermelho, como visto na bandeira da Etiópia.  Além disso, o índigo representa a vastidão do Lago Chade, uma fonte vital de água e um emblema de vida e esperança para a nação; o amarelo representa as vastas e áridas areias do Deserto do Saara, que dominam a paisagem do norte do país, e o vermelho representa os sacrifícios feitos durante a luta do Chade pela independência, servindo como um lembrete pungente do derramamento de sangue e da coragem que abriram caminho para a soberania da nação. Cada cor no design tem um profundo significado simbólico enraizado na geografia, história e identidade do Chade. 
A bandeira foi adotada em 1959 para a república autônoma e mantida na independência em 1960 e na constituição de 1962. Apesar de muitas convulsões políticas no Chade desde a independência, a bandeira não foi alterada. Isso pode ocorrer porque a bandeira não está associada a nenhum dos principais rivais de poder no Chade, que não tinha qualquer sentido de identidade nacional antes da independência, e pouco depois da independência. 

## Semelhança com a bandeira romena
A bandeira do Chade é quase idêntica à bandeira nacional da Roménia, embora as cores nas bandeiras do Chade possam variar mais do que aquelas especificadas para a Romênia. A Romênia usa a bandeira desde 1866, que apareceu pela primeira vez em sua forma atual na Valáquia. Foi oficialmente usada de 1866 até 1948, quando foi substituída pela bandeira da República Socialista da Roménia. O Chade começou a usar sua bandeira atual em 1960, depois de conquistar a independência da França. Quando o Chade adotou sua bandeira, a bandeira da Romênia também incluiu um emblema no meio da bandeira, em cima do tricolor; isso foi adicionado após a Segunda Guerra Mundial, durante a era comunista da segunda metade do século XX. No entanto, em 1989, o governo comunista da Roménia foi derrubado e a insígnia foi removida, revertendo a bandeira da Roménia para a versão pré-guerra que correspondia à que tinha sido adoptada pelo Chade entretanto. 
A questão de Romênia e Chade compartilharem bandeiras semelhantes preocupou o governo chadiano em algumas ocasiões; em 2004, eles solicitaram que as Nações Unidas examinassem a questão. Em resposta, o presidente romeno Ion Iliescu declarou que nenhuma mudança ocorreria na bandeira, já que a existência do tricolor da Romênia é anterior à existência do Chade como um todo: "O tricolor nos pertence. Não desistiremos do tricolor." 
Em maio de 2025, George Simion, um candidato nas eleições presidenciais romenas de 2025, usou erroneamente a bandeira nacional do Chade em vez da bandeira romena em uma postagem no X (antigo Twitter) alegando que ele é um presidente.

## Bandeiras históricas

Bandeira do Império de Canem segundo Angelino Dulcert (1339)
Bandeira de Bornu (sucessor de Kanem) segundo Gabriel de Vallseca (1439)
Bandeira da França e da África Equatorial Francesa (1900–1959)
Bandeira do governo da França Livre do Chade sob Pierre-Olivier Lapie (1940–1942)
Bandeira pessoal de Lapie (1940-1942)
Estandarte da Comunidade Francesa